# ウォータールー大学
ウォータールー大学（英語: University of Waterloo）は、オンタリオ州ウォータールー市に本部を置くカナダの州立大学。1957年創立、1957年大学設置。U15カナダ研究大学連盟の中では2番目に新しい。カナダを代表する理工系中心の大学である。

## 歴史
ウォータールー大学は1957年7月に設立された大学である。

## 概観
開学当初から数学とコンピューターサイエンス分野に注力し、先進的な学部学科を設置した。英国のQS世界大学ランキング（2015年）では「数学」のカテゴリーで20位、「コンピューターサイエンス」のカテゴリーで24位にランクされた。近年は量子コンピューティングとナノテクノロジーに注力し、2002年には世界有数の量子コンピューティング研究所を新設した。新興の大学ということもあり、新しい分野を先進的に切り開いてきた大学と言われる。
学部教育ではインターンシップ制度を奨励しており、近年はカナダで最も入学難易度の高い大学となっている。カナダの大学入学は高校の成績と活動を含めた総合評価で決まるものの、Maclean's誌が発表した各大学入学者の高校時代の平均成績でウォータールー大学は一番目に高かった（ちなみに二番目のマギル大学は、カナダでは珍しく成績のみで合格を決める）。2018年の数学部への応募倍率は13倍であり、中でも人気のコンピューターサイエンスや、定員が少ない工学部の学科の競争率はさらに高い。近年、カナダの学部学科別の入学難易度では、 ウォータールー大学の理工系が最上位だと言われ、意欲の高い生徒が集まる。
一方で大学院は歴史が浅く発展途上であるが、数理・コンピューターサイエンスや特定の理工学分野の研究においてのレベルは高い。
人文学部なども設立されており、総合大学として発展している。大学設置当初、オンタリオ州内には医学部を有する大学が5校もあったため（トロント大学、マックマスター大学、ウェスタンオンタリオ大学、クイーンズ大学、オタワ大学）、今日までウォータールー大学には医学部は設置されていない。しかし、2007年よりマックマスター大学に付属する医学部が、ウォータールーに地域キャンパスを置いた。

## 教育
コーオププログラム（Co-op）と呼ばれるインターンシップ制度に似た実務教育プログラムを開校と同時にカナダで初めて導入した。現在は他大学にも似たプログラムは存在するが、ウォータールー大学が最も盛んに運営している。参加する生徒は4ヶ月の有給・フルタイムのインターンを計5回経験することが卒業条件となっており、5年間を通じて学業とインターンを交互にこなす。この場合休暇はほぼなく、夏の学期に授業を受けると同時に面接をし、秋に働き、冬にまた授業と面接をするというようなスケジュールとなっている。参加は基本自由であるが（強制させられる工学科を除いて）、得られる機会は多いので総じて人気は高い。2013年次は約4,500の雇用主がコーオププログラムを通して学生を受け入れており、大学キャリアセンターの総計では、2024年時点で8,000以上の業界パートナー（コーオプ受け入れ先）を持っている。
名声を得るようになったのもコーオプ教育によるところが大きく、IT関連企業や保険、金融関連企業は積極的にコーオププログラムの学生を採用している。マニュライフ生命保険、カナダロイヤル銀行などカナダ国内の大手金融機関に加え、近年ではアメリカでインターンをする学生が多く、GoogleやFacebook、Apple、テスラを始めとするテクノロジー企業との関係が強い。プログラムに参加する企業は大学のシステム上に登録しその上で選抜・面接をするが、生徒が自主的にシステム外で機会を見つけることも容認されている。また、インターンと称して研究室でリサーチ・アシスタントやティーチングアシスタントを務めることも可能である。
北米のインターンは有給が一般的であり、その収入で学費や生活費を賄うことにもなる。計2年間に及ぶインターン経験が就職に大きくつながるのはもちろん、様々な仕事にチャレンジしキャリアプランを描く機会になるため、ウォータールー進学を決める大きな魅力の一つとなっている。

## 学部
2010年秋現在、専任教員数1,047名、フルタイムの学部学生26,451名と大学院生3,505名のほか、パートタイムの学部学生1,628名と大学院生921名を合わせると3万2千名程度の学生数規模を持つ大学である
。
コア学群として次の6学部があり、これらの学部のほかに大学院研究科と専門職大学院がある。
- Faculty of Applied Health Sciences（応用健康科学部） - 世界で最初にキネシオロジー学科を設置した[7]。

- Faculty of Arts（人文学部） - 専門職大学院として会計学大学院やソーシャルワーク大学院などを併設する。

- Faculty of Engineering（工学部） - 工学研究科の他に専門職大学院として建築学大学院などを持つ。

- Faculty of Environment（環境学部） - 北米初[7]の環境学部。環境計画大学院などを併設する。

- Faculty of Mathematics（数学部） - コンピュータサイエンス大学院は数学部の専門職大学院である。

- Faculty of Science（理学部） - 理学研究科の他に薬学大学院や眼科医養成大学院（Optometry）などの専門職大学院を併設する（カナダで眼科医の免許は医学部では取れない。）

独立した機関としてペリメータ理論物理研究所が近くにあり、ウォータールー大学の大学院とは学位の授与や研究で協力関係にある。

## 研究センター
ウォータールー大学では、学部・学科という組織構造に加えて、主たる研究テーマに沿った学際的研究センターが数多く設置されていて、複数の学部や学際領域をまたいだ研究活動が活発に行われている。2023年現在、35の学際的研究センターが設置されていて、WatCAR（Waterloo Centre for Automotive Research）、WIN（Waterloo Institute for Nanotechnology）、IQR（Institute for Quantum Computing）などでは産学連携の研究が盛んである。
なお、ウォータールー大学では起業家育成の観点から、研究活動で得られた新技術に関する特許に関しては、原則として研究者自身が保持するポリシーを定めていて、他の大学と明確な差別化を図っている。また、このポリシーにより、研究活動から産業化を通じた社会還元が重要という戦略を立てており、Velocity や Acceleretor Centre といったインキュベータ組織が起業家の持つアイデアを産業化するために重要なサポート役として活動を行っている。
PitchBookが2024年9月までにリリースしたデータでは、この大学は478軒の企業， 562人のCEOを世に出した。総額200億アメリカドルにのぼるという。

## キャンパス

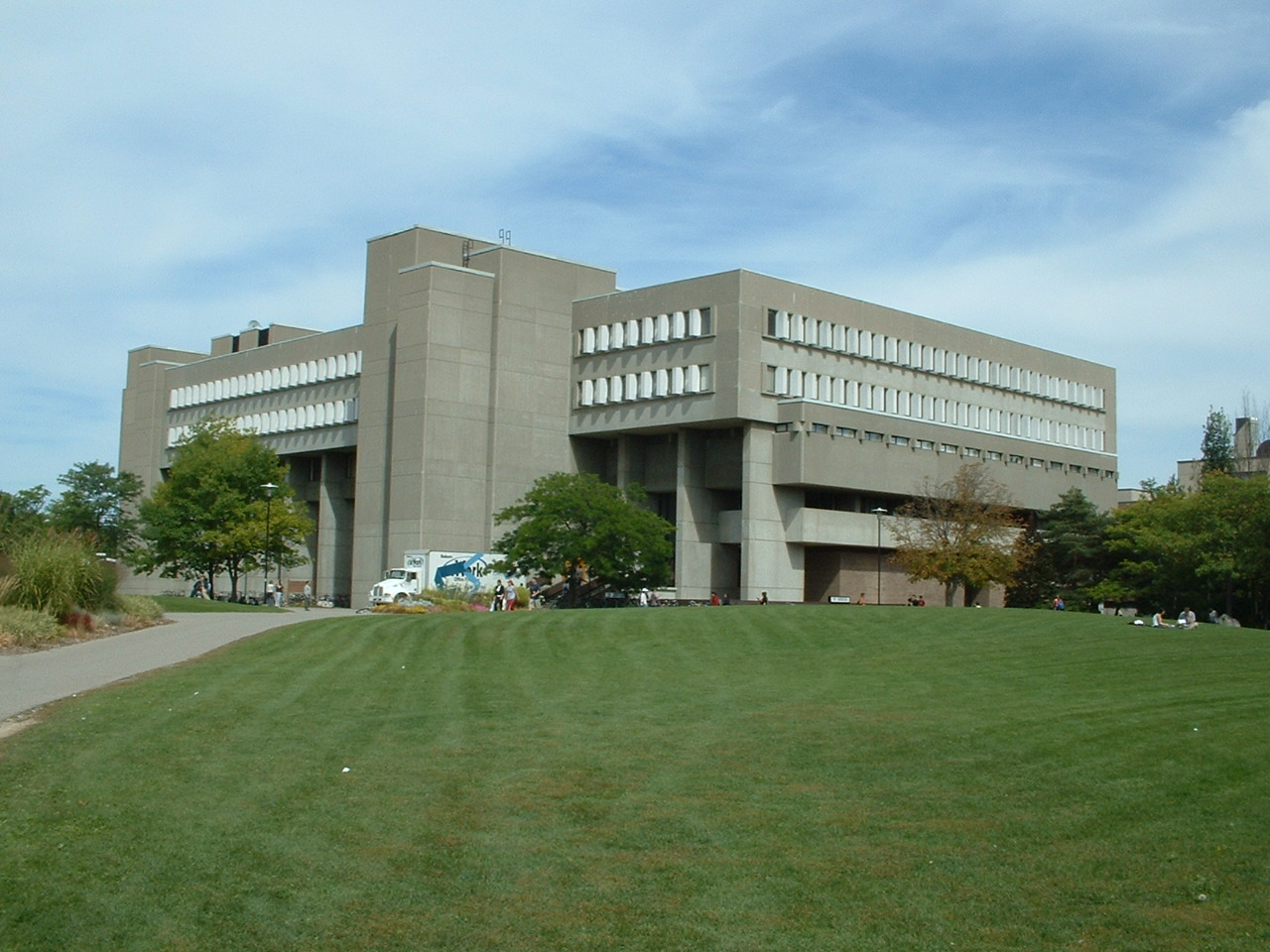
通称"Math Building"。数学部、コンピュータサイエンス大学院などがある。今は芝生はない。

トロント中心部から120km、高速バスで約1時間30分のところにあり、開校以来大学を中心に住宅地やハイテク企業のオフィスなどが次々と展開している。キャンパス周辺の治安は良く、トロントに比べて物価がかなり安い。理系の学生を中心にトロント方面から進学してくる学生が多く、帰省時期や週末のトロント行き高速バスは満席になることが多い。
サテライトキャンパスは今のところ2カ所にある。2004年から工学部建築学科（建築学大学院）はケンブリッジキャンパスに、2008年1月には理学部薬学科（薬学大学院）が近隣のキッチナーキャンパスに移った。ストラットフォードにデジタルメディアやグローバルビジネスを主とする新キャンパスがある。
2009年に、アラブ首長国連邦ドバイに初めての海外校が開校した。

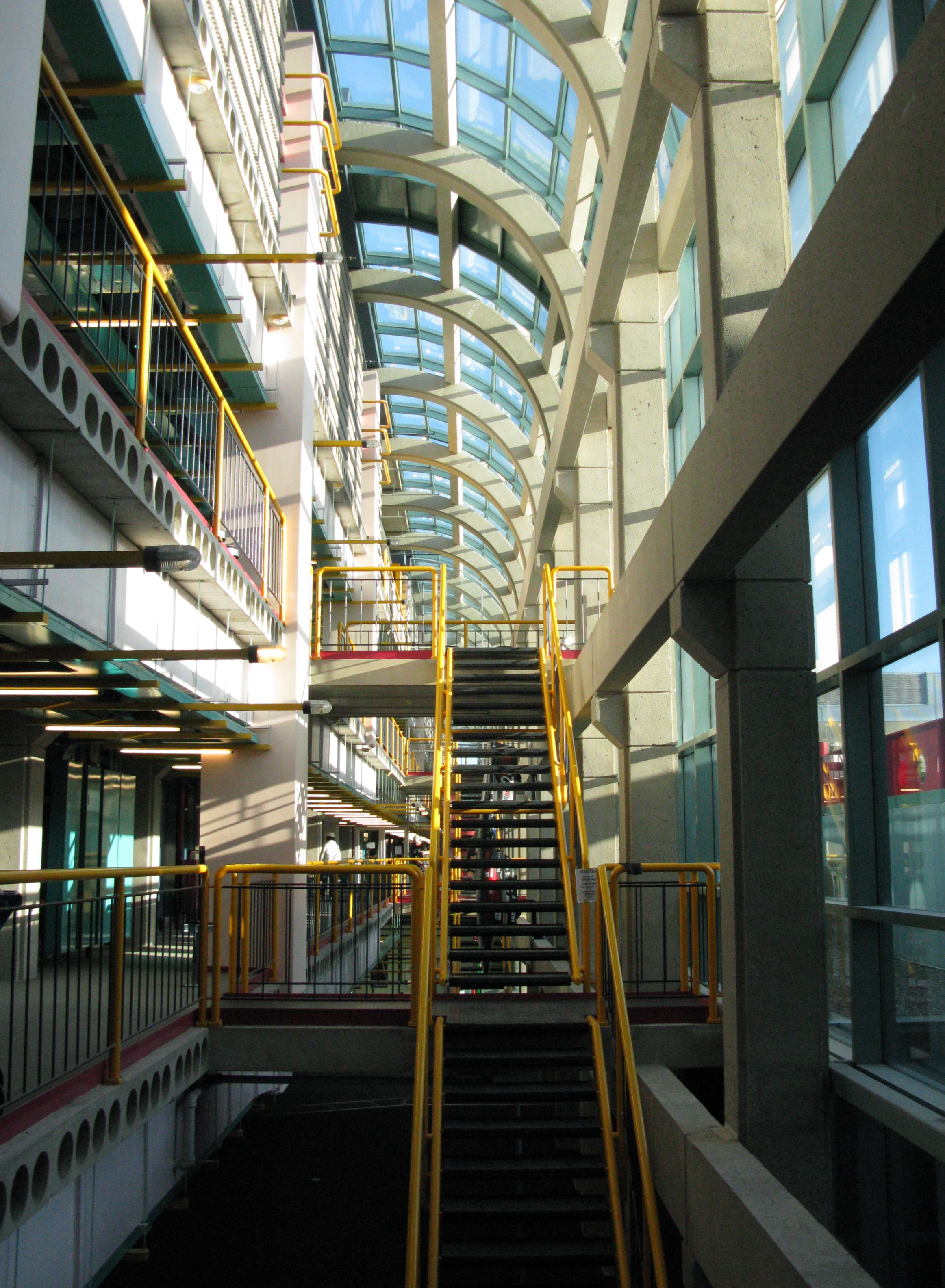
コンピュータサイエンスのウィリアムＧデービスセンターの館内

### 学生寮
学生寮はキャンパスの外縁部に散在しており、キャンパスまで徒歩10分ほどと学生にとっては非常に便利である。学生寮に住む学生の大多数は1、2年の学部生である。
日本や各国からの交換留学生は、新しいが比較的遠いコロンビアレイクビレッジ（Columbia Lake Village）という寮に応募することにより住むことができる。

## ランキング
カナダの大学評価にはMaclean's誌によるランキングが使われることが一般的である。医学部を持たない大学で構成されるComprehensive Research Universityグループ（約50校）の中で総合評価を指すnational reputation（評価）カテゴリーでは、2010年までの19年間で17度カナダ国内1位にランクされている。また、most innovative（革新性）カテゴリーではMaclean's Ranking開始から26年間連続でカナダ国内1位にランクされている。
英国のQS世界大学ランキング（2015年）では、開校約60年の若い大学でありながら数学とコンピューターサイエンスのカテゴリーでそれぞれ20位と24位、総合で152位に評価された。2024年のQSランキングではコンピューター・サイエンスが21位にランクイン。対するトロント大学のコンピューター・カテゴリーに置ける順位推移は過去10年間10−16位だった（トロント大学は数学の方は下落）。

## 学生
カナダ国内の数学・情報オリンピックを主催していることもあり、成績上位者はウォータールー大学に進む者が多い。北米の大学生を対象としたパトナム数学コンテストのトップ５入賞の回数は開校以来カナダ最多。1997－2017年の間で合計した結果、累積的なトップ500も合計ではカナダ最多。ACM国際大学対抗プログラミングコンテストでは世界大会で2度優勝（カナダの大学では唯一の優勝経験校）、2023年に2017年と同じく北米予選を一位で通過している。
実務経験が積めるコーオププログラムと相性の良い工学系のプログラムも評判が良く、就職や起業を意識した学生が多い。反面、研究に進む生徒は比較的少ない。カナダの学部教育は格付けでなく校風や専門分野で選ぶことが多いものの、ソフトウェア工学、メカトロニクス、ナノテク、バイオ工学などの学科は人気が高く国内の理工系の最難関とされている。
学部生の19％、大学院生の38％が留学生であり（2017年時点）、2009年の学部9％、大学院24％から上昇している。特に中国やインドからの留学生が多い。日本からの留学生は、大都市にあり国際的知名度の高いトロント大学などに比べて少ない。数学スクールでの日本からの交換留学生のほとんどが京都大学か東北大学。

## 経営
学内では純粋な学問的研究に加えて産業応用研究も推奨しており、民間企業や政府系シンクタンクなどからの委託研究費や奨学寄付金を積極的に獲得している。これらの資金と獲得したグラントの一部は大学の運営費として使われるだけでなく、大学院生向けの奨学金やポスドクの給与として使われるため、フルタイムで研究活動に専念できる大学院生が多く、好循環を生んでいる。2013年の大学収入は8億8千万カナダドル、そのうち最大の割合を占める寄付金と競争型研究資金は3億9千万カナダドルを獲得した。

## 日本の交換留学提携校
- 京都大学
- 東京工業大学
- 東北大学
- 熊本大学
- 鳥取大学
- 千葉大学
- 九州大学

## 世界の主な学生交流協定
- 清華大学
- シンガポール国立大学
- 香港大学
- KAIST
- チューリッヒ工科大学
- デルフト工科大学
- ユニヴァーシティ・カレッジ・ロンドン
- オーストラリア国立大学

## 主な卒業生
- ヴィタリック・ブテリン - イーサリアム考案者　開発に集中するため退学
- Mike Lazaridis - ブラックベリー創業者　卒業2ヶ月前に創業のために自主退学（量子コンピューティング研究所やペリメータ理論物理研究所の最大出資者でもある
- スティーブン・ウッズ Quack.com共同創業者、2021年までGoogleカナダのエンジニアリング責任者
- エリック・ドメイン - 理論計算機科学者、21歳時にMIT教授就任
- Matei Zaharia - 情報工学者、スタンフォード大学教授。Apache Sparkの創業者
- チャマス・パリハピティヤ - ベンチャーキャピタリスト、元フェイスブック幹部　Social CapitalのCEO
- 篠原総一 - 経済学者、同志社大学教授
- 徳田英幸 - 情報工学者、慶應義塾大学教授
- ラスマス・ラードフ - PHP開発者
- カルヴィン・エアー - 実業家

## 著名な関係者
- アンソニー・レゲット - 物理学者、2003年ノーベル物理学賞を受賞
- ドナ・ストリックランド - 物理学者、2018年ノーベル物理学賞を受賞
- デイヴィッド・ロイド・ジョンストン - ウォータールー大学元総長、法学者、2010年7月よりカナダ総督
- W. T. Tutte - 数学者（第二次世界大戦での暗号解読と組み合わせ数学理論）
- ドナルド・マイケンバウム - 心理学者、自己教示訓練やストレス免疫訓練で知られる。
- 春木博 - 数学者、平面幾何学の「春木の定理」で知られる。
- サヴァス チェンバレン - カナダを代表する撮像素子、映像機器メーカーであるダルサ社を設立
- Richard L. Hughson - 呼吸・循環生理学者、UCLAグループと熾烈なAT論争を展開した。
- David A. Winter - 画像処理や信号処理をはじめとするヒトの動作解析における世界的第一人者
- サミュエル・H・アルトマン - OpenAI、名誉学位2017年

## 産学提携
ウォータールー大学はコーオププログラムやスピンオフ会社によって、とても緊密な産学提携を築くことに成功している。本校が位置するウォータールー地域はIT、ハイテク企業が多く集積しているため、オンタリオのシリコンバレーとも呼ばれている。
日本にもコーオプジャパン（The Canada-Japan Co-op Program）などを通じて毎年何人もの生徒を日本企業に送り込んでいる。
すべての学部・大学院の卒業生から数多くの起業家が生まれている。工学部からはすでに1000を超えるスタートアップ企業が誕生している。

### 卒業生が設立した会社
- イーサリアム・プロジェクト
- ブラックベリー (BlackBerry)
- マルーバ 人工知能アルゴリズムの開発　後にマイクロソフトが買収
- QNX Software Systems
- Sandvine
- Kik
- Vidyard ビデオマーケティングサービス
- ApplyBoard 留学支援サービス
- Axonify マイクロラーニングプラットフォーム
- TextNow フリーミアム型のメッセンジャー及び通話アプリ・サービス
- Wish_(ECサイト)
- インスタカート
- Obsidian (software)
- D2L 学習管理システム
- Quack.com AOLが買収する前は電話を介した音声検索サービスを提供していた大手企業でAOL by Phoneを共同開発。

### スピンオフ
大学の特徴を活かし、IT関連分野や精密機械分野でのスピンオフ企業が多い。
- Maplesoft 数式処理システムのメーカー、日本のサイバネットシステムが2009年9月に買収[16]
- Intelligent Mechatronics Systems Inc. 英国 Trak Global Group社が2018年12月に買収[17]
- ダルサ社　カナダを代表する撮像素子、映像機器メーカー